# Соловйовський
Соловйо́вський (рос. Соловьёвский, чув. Шăпчăккасси) — селище у складі Алатирського району Чувашії, Росія. Входить до складу Іваньково-Ленінського сільського поселення.
Населення — 86 осіб (2010; 194 у 2002).
Національний склад:
- росіяни — 76 %